# Таксидермия (фильм)
«Таксидермия» (англ. Taxidermia) — кинофильм Дьёрдя Пальфи, сочетающий элементы фильма ужасов, чёрной комедии и боди-хоррора. Вышел в прокат в 2006 году, вторая полнометражная режиссёрская работа Пальфи. В основу фильма положены рассказы Лайоша Парти Надя. Через историю трёх поколений одной семьи, Пальфи метафорично показывает историю Венгрии от второй половины XX века до начала XXI века. Фильм был представлен в программе Каннского кинофестиваля в 2006 году. Был удостоен ряда международных наград, а также номинировался Венгрией на «Оскар», в категории лучший фильм на иностранном языке, однако, не прошёл отбор Киноакадемией, возможно, по причине своего провокативного содержания и натуралистических сцен насилия.

## Сюжет
Суть метафоры Палфи прозрачна. История начинается там, где кончается жизнь как таковая. Завершается физиологическое. Стремление страны, нации или человека увидеть себя в качестве результата некого исторического процесса лишь предшествует оформлению собственной конечности.
Василий Степанов, журнал «Сеанс»
В фильме показана история трёх поколений мужчин. Начинается с изломанной судьбы лейтенанта Второй мировой войны, продолжается рассказом о его сыне Калмане. Калман соревнуется на Олимпийских играх едоков, влюбляется в Ацель Гизи. И вскоре у них рождается мальчик, который растёт, чтобы стать тихим таксидермистом.

## Музыка
Музыку к фильму написал известный электронный музыкант Амон Тобин. Он опубликовал саундтрек для свободного прослушивания в цифровом виде на своём сайте 11 июня 2008 года, а также на странице Bandcamp. Саундтрек не издавался официально на физическом носителе, однако, доступен для производства в формате виниловой пластинки по запросу. 
| №  | Название                               | Перевод названия                        | Длительность |
| -- | -------------------------------------- | --------------------------------------- | ------------ |
| 1. | «Chase»                                | Погоня                                  | 0:46         |
| 2. | «Blood Sweat and More Blood»           | Кровь Пот и Больше Крови                | 1:06         |
| 3. | «Taxidermia»                           | Таксидермия                             | 3:03         |
| 4. | «Run»                                  | Беги                                    | 3:49         |
| 5. | «Bath Scene (Here Comes the Moon Man)» | Сцена в ванной (А вот и Лунный человек) | 4:20         |
| 6. | «Rural Soldiers»                       | Деревенские солдаты                     | 1:48         |
| 7. | «Introducing the Son»                  | Представление сына                      | 1:05         |
| 8. | «Factory Training»                     | Тренировочная фабрика                   | 0:47         |
| 9. | «Taxidermia (Magpie Mix)»              | Таксидермия (Magpie Mix)                | 4:30         |

## Критика
Фильм был преимущественно хорошо принят профессиональными кинокритиками и зрителями. Так на сайте-агрегаторе Rotten Tomatoes он имеет оценку в 81 % положительных рецензий у критиков, и уровень одобрения в 76 % у зрителей. Однако, стоит отметить, что у массового зрителя фильм нередко удостаивается нелестных оценок или эпитетов, в связи со своим натуралистическим и отталкивающим содержанием. Так, например, один из тематических списков на сайте IMDB, в который включён фильм, носит название «Самые странные, самые эксцентричные и беспокоящие фильмы на нашей планете» (англ. The Weirdest, Most Bizarre & Disturbing Films On Our Planet).

### Награды
Фильм удостоился ряда наград на международных кинофестивалях и жанровых конкурсах. А также был представлен на международных кинофестивалях, в том числе на Каннском, Московском, на кинофестивале «Трайбека», и ещё порядка тридцати других.
| Год  | Награда | Учредитель                          |
| ---- | --- | ----------------------------------- |
| 2006 | 1. Главный приз 2. Приз иностранных кинокритиков имени Джина Московица 3. Приз студенческого жюри 4. Лучший актёр второго плана (Чаба Цене за роль лейтенанта Морожговани) 5. Лучшая актриса второго плана (Адель Станцель за роль Ацель Гизи) 6. Лучшая художница-постановщица (Адриен Асталош) | Неделя венгерского кино в Будапеште |
| 2006 | Главный приз | Брюссельский кинофестиваль          |
| 2006 | Приз эстонской ассоциации кинокритиков | «Тёмные ночи»                       |
| 2007 | Приз зрительских симпатий | «Фантаспорту»                       |